# Campeonato Europeu de Ginástica Artística de 1975
O Campeonato Europeu de Ginástica Artística de 1975 teve suas competições femininas realizadas em Skien, Noruega, e as masculinas em Berna, Suíça.

## Eventos
- Individual geral masculino
- Solo masculino
- Barra fixa
- Barras paralelas
- Cavalo com alças
- Argolas
- Salto sobre a mesa masculino
- Individual geral feminino
- Trave
- Solo feminino
- Barras assimétricas
- Salto sobre a mesa feminino

## Medalhistas
| Evento              | Ouro                                       | Prata                            | Bronze                                            |
| Masculino           |                                            |                                  |                                                   |
| Individual geral    | URS Nikolai Andrianov                      | FRG Eberhard Gienger             | URS Alexander Dityatin                            |
| Solo                | URS Nikolai Andrianov POL Andrzej Zaina    | nenhum                           | TCH Jirí Tabak                                    |
| Cavalo com alças    | HUN Zoltan Magyar                          | URS Nikolai Andrianov            | FRG Eberhard Gienger                              |
| Argolas             | ROU Danut Grecu                            | ROU Mihai Bors                   | URS Alexander Dityatin                            |
| Salto sobre a mesa  | URS Nikolai Andrianov                      | POL Andrzej Szajna               | TCH Jirí Tabak                                    |
| Barras paralelas    | URS Nikolai Andrianov                      | URS Alexander Dityatin           | URS Viktor Klimenko                               |
| Barra fixa          | URS Nikolai Andrianov FRG Eberhard Gienger | nenhum                           | POL Andrzej Szajna                                |
| Feminino            |                                            |                                  |                                                   |
| Individual geral    | ROU Nadia Comaneci (38.850)                | URS Nellie Kim (38.500)          | GDR Annelore Zinke (37.950)                       |
| Salto sobre a mesa  | ROU Nadia Comaneci (19,500)                | GDR Richarda Schmeisser (19,100) | URS Nellie Kim (19,000) ROU Alina Goreac (19,000) |
| Barras assimétricas | ROU Nadia Comaneci (19,650)                | GDR Annerole Zinke (19,550)      | URS Nellie Kim (19,500)                           |
| Trave               | ROU Nadia Comaneci (19,500)                | URS Nellie Kim (19,150)          | ROU Alina Goreac (19,000)                         |
| Solo                | URS Nellie Kim (19,550)                    | ROU Nadia Comaneci (19,400)      | URS Ludmilla Tourischeva (19,350)                 |

## Quadro de medalhas
| Ordem | País               | Medalha de ouro | Medalha de prata | Medalha de bronze |    |
| ----- | ------------------ | --------------- | ---------------- | ----------------- | -- |
| 1     | União Soviética    | 5               | 4                | 6                 | 15 |
| 2     | Roménia            | 5               | 2                | 2                 | 9  |
| 3     | Alemanha Ocidental | 1               | 1                | 1                 | 3  |
| 3     | Polónia            | 1               | 1                | 1                 | 3  |
| 5     | Hungria            | 1               |                  |                   | 1  |
| 6     | Alemanha Oriental  |                 | 2                | 1                 | 3  |
| 7     | Checoslováquia     |                 |                  | 2                 | 2  |
| TOTAL | TOTAL              | 13              | 10               | 13                | 36 |